# Start Line (映画)
『Start Line』（スタートライン）は、2016年公開のドキュメンタリーロードムービーである。

## ストーリー
『耳、聞こえません。コミュニケーション、苦手です。そんな私の沖縄→北海道57日間の自転車旅。』
生まれつき耳が聞こえない今村彩子は、映画監督として活動を続けてきたが、心の中では「聞こえる人」とのコミュニケーションの壁に悩んでいた。「聞こえる人とうまくコミュニケーションできないのは自分が聞こえないから」だと。
そんな中、母と祖父が相次いで亡くなり、「最愛の家族の死」に打ちのめされた今村は、気力をなくした日々が続いた。「このままではいけない」一念発起した今村は、自転車で日本縦断をして人々と出会い、コミュニケーションをテーマとした映画を撮ることに。
企画書を送って協賛企業を募り、クラウドファンディングで資金を集め、伴走を依頼した知り合いの自転車店店員である哲さんと共に2015年7月沖縄から宗谷岬を目指し自転車での日本縦断に出発したのだったが…
ままならないコミュニケーション、交通ルール違反、道迷い、度重なる今村の失敗に容赦ない哲さんの口撃が続く。不貞腐れ指摘に対して無視するような態度に対し「コミュニケーションを、あなた自身が切っている！」と更に厳しい言葉が浴びせられる。
一触即発の展開に旅の続行が危ぶまれる中、自転車旅をするオーストラリア人青年ウィルと出会う。聴覚も日本語も不自由なウイルが誰とでもコミュニケーションを楽しむ姿を不思議に思う今村に対してウィルの言葉が響く。「ビープル インサイド 同じ」
『ニッポン中のためらう人に観てほしい、一篇の勇気のおすそわけです。』

## スタッフ
- 監督・撮影・編集：今村彩子
- 撮影：堀田哲生
- 監修：山田進一
- 音楽：やとみまたはち
- 音響効果：斎藤元（東海サウンド）
- 整音：澤田弘基（東海サウンド）
- MAマネジメント：関純一（東海サウンド）
- 編集補助：小池英恵
- 英語翻訳：William J. Herlofsky
- 文字起こし：青木裕・磯村恵・伊藤静枝・今村敏雄・片岡路子・川中千亜希・北村 奈緒子・久野 恭子・黒田 貴美・坂野 和子・櫻井悟・鈴木智子・清家三智・鳥居 真美・新野史典・保崎裕徳・水野千詠美
- グラフィックデザイン：鳥居正幸・小笠原円
- パンフレット撮影：川嶋なぎさ
- コピーライティング：中島理恵子
- 配給協力・宣伝：西晶子（リガード）
- 制作・配給：Studio AYA
- 後援：東京都聴覚障害者連盟、愛知県手話通訳問題研究会

## 受賞
- 第17回ニッポン・コネクション ニッポン・ヴィジョンズ観客賞